# Nothobranchius kafuensis
Nothobranchius kafuensis é uma espécie de peixe da família Aplocheilidae.
É endémica da Namíbia.